# Daphne axillaris
Daphne axillaris är en tibastväxtart som först beskrevs av Elmer Drew Merrill och Chun, och fick sitt nu gällande namn av Woon Young Chun och Wei. Daphne axillaris ingår i släktet tibaster, och familjen tibastväxter. Inga underarter finns listade i Catalogue of Life.